# Sandelia
Sandelia is een geslacht van straalvinnige vissen uit de familie van de klimbaarzen (Anabantidae).

## Soorten
- Sandelia bainsii (Castelnau, 1861).
- Sandelia capensis (Cuvier, 1829).